# Paraheksyl
Paraheksyl (synheksyl) – organiczny związek chemiczny z grupy psychoaktywnych kannabinoidów, syntetyczny analog tetrahydrokannabinolu (THC). Paraheksyl został otrzymany po raz pierwszy w 1949 roku podczas badań nad THC – głównym psychoaktywnym składnikiem marihuany.
Ten związek chemiczny jest zbliżony strukturalnie do terahydrokannabinolu i wywołuje podobne efekty, charakterystyczne dla agonistów receptorów kannabinoidowych.